# Ushshakiyya
Ushshakiyya (turc : Uşşakiyye),, est une branche de la tariqa Khalwatiyya fondée par Sayyid Hasan Husameddin. La traduction littérale de son nom, « Husameddin » signifie "épée tranchante de la religion". Il est né en 880 A. H. (1473 EC) dans la ville de Boukhara, Ouzbékistan. Il est le fils d'un marchand nommé Hajji Tebaruk, sa lignée familiale remonte à l'imam Hassan, le Calife Ali, et éventuellement Mahomet.
Il s'instruit auprès de son père. Puis il reçoit l'enseignement de son maître spirituel  Amir Ahmed Semerkandi, et décide de rester auprès lui pour avancer dans son cheminement spirituel. En raison de sa persévérance et de sa fidélité dans cette voie, son maître le nomme représentant officiel des turuq Nurbakhshiyya et Kubrawiyya. La mort de son père joue un rôle important dans sa vie, et, à la suite d'un songe, il décide de quitter l'entreprise familiale de son frère, qui réside dans l'est de la ville d'Erzincan en Turquie.
Après la mort de son maître, Amir Ahmed Semerkandi, il assume officiellement l'enseignement des turuq  Kubrawiyya et Nurbakhshiyya. Avant qu'il ne devienne un enseignant expérimenté du Tassawuf il a rencontré Ibrahim Ummi-Sinan le fondateur de la tariqa Sinani. Après quoi Hasan Husameddin Uşşaki a fondé la tariqa Ushshakiyya. Il est mort à Konya, à l'âge de 121 ans pendant le voyage de retour de son dernier pèlerinage à la Mecque en 1001 AH (1593 EC). Il est actuellement enterré dans le dergah Ushshaki à Kasimpasa. 
La Ushshakiyya a été présente dans l'Empire ottoman et aujourd'hui plus particulièrement en Turquie.